# 第19屆坎城影展
第19屆坎城影展於1966年5月5日至5月20日在法國坎城節慶宮舉行。為了紀念坎城影展成立20週年，在該屆影展頒發了特別獎。
國際影展最高獎由克勞德·勞路許執導的《男歡女愛》和皮亞托·杰米執導的《紳士現形記》獲得。 開幕片由約瑟夫·羅西執導的《女諜玉嬌龍》，而閉幕片由傑茲·卡汶勒洛維茲執導的《法老》。

## 主競賽評審
以下人士被選為長片和短片的評審：
長片

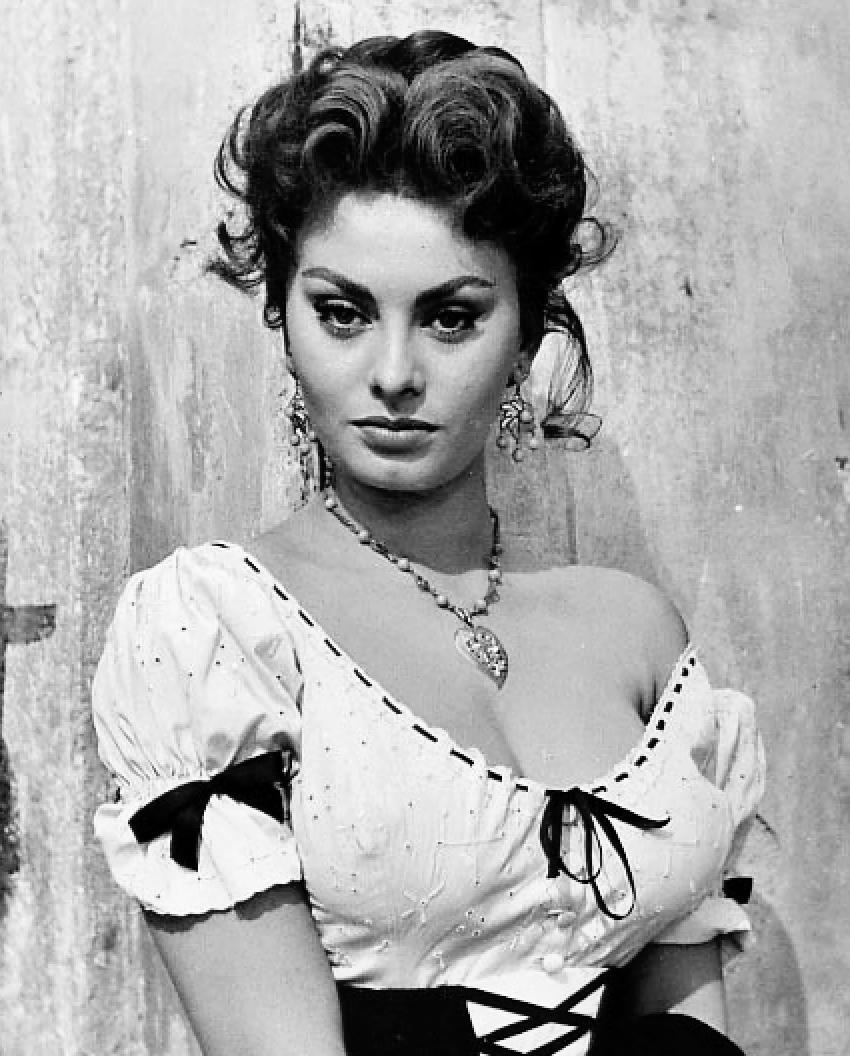
評審團主席，蘇菲亞·羅蘭

- 蘇菲亞·羅蘭：演員（評審團主席）
- 馬塞爾·阿沙爾（英语：Marcel Achard）：劇作家
- 費尼希斯・迪・摩賴斯（英语：Vinicius de Moraes）：詩人
- 古垣鐵郎：外交官
- 莫里斯·熱納瓦（英语：Maurice Genevoix）：作家
- 讓·季奧諾：作家
- 莫里斯·萊曼（英语：Maurice Lehmann）：演員
- 理查·萊斯特（英语：Richard Lester）：導演
- 丹尼斯·馬里昂（英语：Denis Marion）：記者
- 安德烈·莫洛亞：作家
- 馬瑟·巴紐：劇作家
- 尤里·萊茲曼（英语：Yuli Raizman）：導演
- 阿爾芒·薩拉克魯（英语：Armand Salacrou）：劇作家
- 皮特·乌斯蒂诺夫：製片人

短片
- 查爾斯-喬治·杜瓦內爾（德语：Charles-Georges Duvanel）：攝影師
- 查爾斯·福特（法语：Charles Ford）：作家
- 馬塞爾·伊沙克（英语：Marcel Ichac）：登山家
- 吉恩·維維耶（Jean Vivie）：CST（法语：Commission supérieure technique de l'image et du son）成員
- 波·維德伯格：導演

## 正式競賽長片
以下電影參與角逐國際影展最高獎：
| 中文片名                          | 原文片名                              | 導演               | 製作國                              |
| --------------------------------- | ------------------------------------- | ------------------ | ----------------------------------- |
| 《風流奇男子》                    | Alfie                                 | 路易斯·吉爾伯特    | 英国                                |
| 《黃金騎士》                      | L'armata Brancaleone                  | 馬里奧·莫尼切利    | 義大利                              |
| 《灰燼》                          | Popioły                               | 安德烈·華依達      | 波蘭                                |
| 《紳士現形記》                    | Signore & Signori                     | 皮亞托·杰米        | 義大利                              |
| 《夜半鐘聲》                      | Falstaff Campanadas a medianoche      | 奧森·威爾斯        | 西班牙、 瑞士                       |
| 《齊瓦哥醫生》                    | Doctor Zhivago                        | 大衛·連            | 英国、 義大利 · 美国                |
| 《大鳥與小鳥》                    | Uccellacci e uccellini                | 皮耶·保羅·帕索里尼 | 義大利                              |
| 《哈囉，就是我！》                | Բարև, ես եմ                           | 弗倫澤·多夫拉強    | 亞美尼亞蘇維埃社會主義共和國、 苏联 |
| 《奧古斯托·馬特拉加的時刻與轉折》 | A Hora e Vez de Augusto Matraga       | 羅伯托·桑托斯      | 巴西                                |
| 《飢餓》                          | Sult                                  | 賀寧·卡爾森        | 丹麦                                |
| 《幸福岔路》                      | Es                                    | 烏利奇‧夏孟尼      | 西德                                |
| 《列寧在波蘭》                    | Ленин в Польше                        | 謝爾蓋·尤特凱維奇  | 苏联                                |
| 《家庭教師》                      | Mademoiselle                          | 托尼·理查德森      | 法國、 英国                         |
| 《男歡女愛》                      | Un homme et une femme                 | 克勞德·勞路許      | 法國                                |
| 《女諜玉嬌龍》                    | Modesty Blaise                        | 約瑟夫·羅西        | 英国                                |
| 《摩根：一件處理恰當的案件》      | Morgan: A Suitable Case for Treatment | 卡雷·瑞茲          | 英国                                |
| 《女教徒》                        | La Religieuse                         | 賈克·希維特        | 法國                                |
| 《小島》                          | Ön                                    | 阿爾夫·斯約堡      | 瑞典                                |
| 《法老》                          | Faraon                                | 傑茲·卡汶勒洛維茲  | 波蘭                                |
| 《菸斗》                          | Dýmky                                 | 沃依采克·雅斯尼    | 捷克斯洛伐克                        |
| 《起義》                          | Răscoala                              | 米爾恰·穆瑞森      | 羅馬尼亞                            |
| 《圍捕》                          | Szegénylegények                       | 揚喬·米克洛什      | 匈牙利                              |
| 《第二生命》                      | Seconds                               | 約翰·法蘭克海默    | 美国                                |
| 《與陽光明媚的風》                | Con el viento solano                  | 馬力歐·卡謬        | 西班牙                              |
| 《青年托利斯》                    | Der junge Törless                     | 沃克·施隆多夫      | 西德、 法國                         |

## 正式競賽短片
以下電影參與角逐短片金棕櫚獎:
| 中文片名                               | 原文片名                                     | 導演                                            | 製作國       |
| -------------------------------------- | -------------------------------------------- | ----------------------------------------------- | ------------ |
| 《阿爾伯托·賈科梅蒂》                  | Alberto Giacometti                           | 恩斯特·謝德格 彼得·芒格（Peter Munger）         | 瑞士         |
| 《勃魯蓋爾和群眾的瘋狂——沉悶的格里特》 | Bruegel et la folie des hommes - dulle griet | 約翰·克林格                                     | 比利时       |
| 《讓·盧爾卡特——世界之歌》              | Le Chant du monde de Jean Lurcat             | 皮埃爾·比羅（Pierre Biro） 維多利亞·麥坎頓      | 法國         |
| 《清潔工》                             | Čislice                                      | 帕維爾·普羅查茲卡（Pavel Procházka）            | 捷克斯洛伐克 |
| 《點與線》                             | The Dot and the Line                         | 查克·瓊斯                                       | 美国         |
| 《煙癮》                               | The Drag                                     | 卡洛斯·馬喬里（Carlos Marchiori）               | 加拿大       |
| 《模棱兩可的1900》                     | Équivoque 1900                               | 莫妮克·勒佩夫（Monique Lepeuve）                | 法國         |
| 《受傷了》                             | De Gewonde                                   | 西奧·范·哈倫·諾曼                               | 荷蘭         |
| 《米耶斯》                             | Miejsce                                      | 愛德華·斯圖利斯                                 | 波蘭         |
| 《會唱歌劇的豬》                       | Muzikalno prase                              | 茲拉特科·格吉奇                                 | 南斯拉夫     |
| 《不》                                 | No                                           | 村山英治                                        | 日本         |
| 《對愛情的思考》                       | Reflections on Love                          | 喬·馬索                                         | 英国         |
| 《夏季會議》                           | Les Rendez-vous de l'été                     | 雅克·埃爾托 雷蒙德·祖姆斯坦（Raymond Zumstein） | 法國         |
| 《滑板約會記》                         | Skaterdater                                  | 諾埃爾·布萊克                                   | 美国         |
| 《尖叫聲》                             | L'urlo                                       | 卡米洛·巴佐尼                                   | 義大利       |

## 獎項

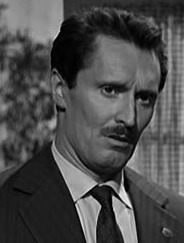
最高獎獲獎者，皮亞托·杰米

### 正式競賽獎項
以下電影和演員獲得了1966年的獎項：
長片
- 國際影展最高獎：
  - 《紳士現形記（英语：The Birds, the Bees and the Italians）》－皮亞托·杰米（義大利語：Pietro Germi）
  - 《男歡女愛》－克勞德·勞路許
- 評審團獎：《風流奇男子（英语：Alfie (1966 film)）》－路易斯·吉爾伯特
- 最佳導演獎：謝爾蓋·尤特凱維奇（英语：Sergei Yutkevich）－《列寧在波蘭（英语：Lenin in Poland）》
- 最佳女演员奖：凡妮莎·蕾格烈芙－《摩根：一件處理恰當的案件（英语：Morgan: A Suitable Case for Treatment）》
- 最佳男演員獎：皮爾·奧斯卡森（英语：Per Oscarsson）－《飢餓》
- 最佳首部作品（Meilleur premier travail）：《起義（英语：Răscoala）》－米爾恰·穆瑞森（英语：Mircea Mureșan）
- 20週年紀念獎（Prix du 20e anniversaire）：《夜半鐘聲》－奧森·威爾斯

短片
- 短片金棕櫚獎：《滑板約會記（英语：Skaterdater）》－諾埃爾·布萊克（英语：Noel Black）
- 技術大獎（Grand Prix Technique）：《滑板約會記（英语：Skaterdater）》－諾埃爾·布萊克（英语：Noel Black）

### 獨立競賽獎項
費比西獎：
- 《青年托利斯（英语：Young Törless）》－沃克·施隆多夫

火神獎：
- 《夜半鐘聲》－奧森·威爾斯

OCIC獎：
- 《男歡女愛》－克勞德·勞路許

## 其他媒體
- British Pathé: Cannes Film Festival 1966 footage （页面存档备份，存于）
- British Pathé: Cannes Film Festival 1966 footage （页面存档备份，存于）
- British Pathé: Cannes Film Festival 1966 Originals （页面存档备份，存于）
- INA: Opening of the 1966 festival （页面存档备份，存于） (法文)
- INA: List of winners of the 1966 festival （页面存档备份，存于） (法文)

## 外部連結
- 1966 Cannes Film Festival (web.archive)
- Official website Retrospective 1966 的存檔，存档日期2019-01-13.
- Cannes Film Festival:1966 的存檔，存档日期2009-06-06. at Internet Movie Database